# 샤오강구

샤오강 구의 위치

샤오강구(한국어: 소항구, 중국어: 小港區, 병음: Xiǎogǎng Qū)는 중화민국 가오슝시의 시할구이다. 넓이는 45.4426km2이고, 인구는 2015년 8월 기준으로 155,996명이다.

## 지리
가오슝 시의 남부에 위치하고 북쪽으로 펑산 구, 동쪽으로 다랴오 구, 북서쪽으로 첸전 구, 남쪽으로 린위안 구와 접하며 남서쪽은 타이완 해협에 면한다. 가오슝 국제공항이 이곳에 위치한다.
열대 몬순 기후로 연평균 기온은 24.7°C이고 연평균 강수량은 1750~1800mm이다.

## 역사
샤오강 구는 가오슝 석호 남안의 펑산 항 부근에 취락이 위치하고 있던 것에서 항자건(港仔墘)으로 불리고 있었다. 개발의 역사는 오래되어 네덜란드 통치 시대에 이미 항구가 만들어졌고 정성공이 대만을 통치하게 되면서 그 무장인 오연산에 의해 개간이 진행되었다.
청대에는 봉산현의 관할하에 놓여져 있었다. 1920년의 지방 행정 개혁에 의해 '항자건'의 의미를 취해 지풍지명의 '고미나토(小港)'로 고쳐져 다카오 주 호잔 군의 관할이 되었다. 2차 대전 후에 샤오강 향으로 개칭했고 1979년에 가오슝 시가 직할시로 승격했을 때 샤오강 향도 시구에 편입되었고 샤오강 구로 개편되어 현재에 이르고 있다.

## 교통
- 가오슝 국제공항
- 가오슝 첩운 홍선